# Élections sénatoriales de 2023 dans l'Essonne
Les élections sénatoriales de 2023 dans l'Essonne ont lieu le dimanche 24 septembre 2023 dans le but d'élire les cinq sénateurs représentant le département au Sénat pour un mandat de six années.

## Contexte départemental
Lors des élections sénatoriales de 2017 dans l'Essonne, cinq sénateurs ont été élus selon un mode de scrutin proportionnel : deux UDI, deux LR, et un PS. À la suite du décès d'Olivier Léonhardt le 2 février 2022, la gauche essonnienne perd son unique sénateur. Sa colistière, Daphné Ract-Madoux, membre du MoDem devient alors sénatrice.
Arrivés en tête, il y a 6 ans, Vincent Delahaye (UDI), vice-président du Sénat et sa colistière Jocelyne Guidez (UDI) repartent sur la même liste.
Élus sur la même liste en 2017, Laure Darcos (LR) et Jean-Raymond Hugonet (App.LR) mènent chacun leur propre liste.
Divisée en 2017 avec trois listes, la gauche parvient à s'unir derrière le leader de l'opposition de gauche au conseil départemental et maire d'Orsay, David Ros. Cependant, faute d'accord au niveau national, La France insoumise, n'en fait pas partie et présente sa propre liste menée par le conseiller municipal d'opposition à Étampes, Mathieu Hillaire.
La sénatrice sortante, Daphné Ract-Madoux, mène une liste étiquetée majorité présidentielle.
Après avoir obtenu, l'élection de sa première députée dans le département, Nathalie Da Conceicao Carvalho lors des élections législatives de 2022, le Rassemblement National présente une liste menée par Stefan Milosevic, conseiller municipal d'opposition à Montgeron.

## Sénateurs sortants
| Sénateur | Sénateur             | Étiquette | Fonctions lors de l'élection en 2017                                             |
| -------- | -------------------- | --------- | -------------------------------------------------------------------------------- |
|          | Laure Darcos         | LR        | Conseillère départementale du canton de Gif-sur-Yvette                           |
|          | Vincent Delahaye     | UDI       | Sénateur sortant. Maire de Massy                                                 |
|          | Jocelyne Guidez      | UDI       | Maire de Saint-Chéron. Présidente de la CC Le Dourdannais en Hurepoix            |
|          | Jean-Raymond Hugonet | app. LR   | Maire de Limours. Conseiller régional d'Île-de-France                            |
|          | Daphné Ract-Madoux   | MoDem     | Sénatrice à partir du 3 février 2022 en remplacement d'Olivier Léonhardt décédé. |

## Présentation des listes et des candidats
Les nouveaux représentants sont élus pour un mandat de 6 ans au suffrage universel indirect par les grands électeurs du département. Dans l'Essonne, les sénateurs sont élus au scrutin proportionnel plurinominal. Le département élit cinq sénateurs et sept candidats doivent être présentés sur chaque liste pour qu'elle soit validée. Chaque liste de candidats est obligatoirement paritaire et alterne entre les hommes et les femmes.

### Liste Ensemble conduite par Daphné Ract-Madoux
| N° | Candidats | Candidats          | Parti | Nuance | Principales fonctions                                  |
| -- | --------- | ------------------ | ----- | ------ | ------------------------------------------------------ |
| 01 |           | Daphné Ract-Madoux | MoDem | MDM    | Sénatrice sortante, conseillère municipale d'Itteville |
| 02 |           | Ronan Fleury       | RE    | REN    | Adjoint au maire d'Évry-Courcouronnes                  |
| 03 |           | Laurence Benedetti | HOR   | HOR    | Adjointe au maire de Villemoisson-sur-Orge             |
| 04 |           | Riad Hatik         | RE    | REN    | Adjoint au maire de Saint-Pierre-du-Perray             |
| 05 |           | Virginie Perchet   | RE    | REN    | Adjointe au maire de Bouray-sur-Juine                  |
|    |           |                    |       |        |                                                        |
| 06 |           | Michaël Mérigot    | RE    | DIV    | Maire d'Ormoy-la-Rivière                               |
| 07 |           | Fatima Bakhti      | RE    | REN    | Ancienne élue à Villiers-le-Bâcle                      |

### Liste Divers droite conduite par Jean-Raymond Hugonet
| N° | Candidats | Candidats            | Parti | Nuance | Principales fonctions                             |
| -- | --------- | -------------------- | ----- | ------ | ------------------------------------------------- |
| 01 |           | Jean-Raymond Hugonet | DVD   | DVD    | Sénateur sortant, conseiller municipal de Limours |
| 02 |           | Chantal Thiriet      |       | DVD    | Maire de Limours                                  |
| 03 |           | Thierry Marais       |       | DVD    | Maire de Vert-le-Grand                            |
| 04 |           | Valérie Mick-Rives   |       | MDM    | Maire de Fontenay-le-Vicomte                      |
| 05 |           | Claude Pons          | DVD   | DVD    | Maire de Montlhéry                                |
|    |           |                      |       |        |                                                   |
| 06 |           | Huguette Denis       |       | DVD    | Maire de Roinvilliers                             |
| 07 |           | Jean Perthuis        | LR    | LR     | Maire de Valpuiseaux                              |

### Liste Les Républicains conduite par Laure Darcos
| N° | Candidats | Candidats          | Parti | Nuance | Principales fonctions                                        |
| -- | --------- | ------------------ | ----- | ------ | ------------------------------------------------------------ |
| 01 |           | Laure Darcos       | LR    | LR     | Sénatrice sortante, conseillère départementale               |
| 02 |           | Jérôme Bérenger    | LR    | LR     | Conseiller départemental, Adjoint au Maire de Viry-Châtillon |
| 03 |           | Brigitte Vermillet | LR    | LR     | Maire de Morangis                                            |
| 04 |           | Dominique Leroux   | LR    | LR     | Maire de Boissy-la-Rivière                                   |
| 05 |           | Sylvie Carillon    | LR    | LR     | Conseiller régional, maire de Montgeron                      |
|    |           |                    |       |        |                                                              |
| 06 |           | Olivier Pétrilli   | SE    | DVD    | Maire de Saint-Sulpice-de-Favières                           |
| 07 |           | Sophie Rigault     | LR    | LR     | Conseillère départementale, maire de Saint-Michel-sur-Orge   |

### Liste Union de la gauche conduite par David Ros
| N° | Candidats | Candidats            | Parti | Nuance | Principales fonctions                          |
| -- | --------- | -------------------- | ----- | ------ | ---------------------------------------------- |
| 01 |           | David Ros            | PS    | SOC    | Conseiller départemental, maire d'Orsay        |
| 02 |           | Sara Ghenaïm         | PCF   | COM    | Conseillère municipale de Grigny               |
| 03 |           | Michel Pouzol        | G.s   | DVG    | Conseiller municipal de Brétigny-sur-Orge      |
| 04 |           | Kim Delmotte         |       | DVG    | Maire de Cheptainville                         |
| 05 |           | Alexandre Maquestiau |       | DVG    | Conseiller départemental                       |
|    |           |                      |       |        |                                                |
| 06 |           | Nathalie Vasseur     | PS    | SOC    | Adjointe au maire de Sainte-Geneviève-des-Bois |
| 07 |           | Olivier Thomas       |       | SOC    | Conseiller départemental, maire de Marcoussis  |

### Liste Union des démocrates et indépendants conduite par Vincent Delahaye
| N° | Candidats | Candidats            | Parti | Nuance | Principales fonctions                      |
| -- | --------- | -------------------- | ----- | ------ | ------------------------------------------ |
| 01 |           | Vincent Delahaye     | UDI   | UDI    | Sénateur sortant                           |
| 02 |           | Jocelyne Guidez      | UDI   | UDI    | Sénatrice sortante                         |
| 03 |           | Johann Mittelhausser |       | DVD    | Maire d'Angerville                         |
| 04 |           | Samira Ketfi         |       | DVD    | Conseillère municipale de Corbeil-Essonnes |
| 05 |           | Sébastien Bénéteau   |       | DVD    | Adjoint au maire de Juvisy-sur-Orge        |
|    |           |                      |       |        |                                            |
| 06 |           | Christine Garnier    |       | DVD    | Maire de Quincy-sous-Sénart                |
| 07 |           | Fabien Kees          |       | DVD    | Maire de Dannemois                         |

### Liste Rassemblement national conduite par Stefan Milosevic
| N° | Candidats | Candidats              | Parti | Nuance | Principales fonctions             |
| -- | --------- | ---------------------- | ----- | ------ | --------------------------------- |
| 01 |           | Stefan Milosevic       | RN    | RN     | Conseiller municipal de Montgeron |
| 02 |           | Audrey Guibert         | RN    | RN     | Conseillère régionale             |
| 03 |           | Eric Raymond           | RN    | RN     |                                   |
| 04 |           | Lisa Haddad            | RN    | RN     | Ancien Député-suppléant           |
| 05 |           | François-Valbert Hélie | RN    | RN     |                                   |
|    |           |                        |       |        |                                   |
| 06 |           | Léa Lefebvre           | RN    | RN     |                                   |
| 07 |           | Philippe Olivier       | RN    | RN     | Député européen                   |

### Liste La France insoumise conduite par Mathieu Hillaire
| N° | Candidats | Candidats               | Parti | Nuance | Principales fonctions                     |
| -- | --------- | ----------------------- | ----- | ------ | ----------------------------------------- |
| 01 |           | Mathieu Hillaire        | LFI   | FI     | Conseiller municipal d'Étampes            |
| 02 |           | Isabelle d'Artagnan     | LFI   | FI     | Historienne, Palaiseau                    |
| 03 |           | Valentin Porru          | LFI   | FI     | Infographiste, Épinay-sur-Orge            |
| 04 |           | Emilie Chazette-Guillet | LFI   | FI     | Enseignante, Brunoy                       |
| 05 |           | Philippe Juraver        | LFI   | FI     | Conseiller régional, Chilly-Mazarin       |
|    |           |                         |       |        |                                           |
| 06 |           | Laurence Gauthier       | LFI   | FI     | Conseillère municipale de Juvisy-sur-Orge |
| 07 |           | Antoine Léaument        | LFI   | FI     | Député, Sainte-Geneviève-des-Bois         |

### Liste Divers droite conduite par Olivier Vagneux
| N° | Candidats | Candidats           | Parti | Nuance | Principales fonctions                        |
| -- | --------- | ------------------- | ----- | ------ | -------------------------------------------- |
| 01 |           | Olivier Vagneux     |       | DVD    | Conseiller municipal de Savigny-sur-Orge     |
| 02 |           | Miriam Djabali      | RE    | DVC    |                                              |
| 03 |           | Antonin Morelle     | ÉAC   | DVD    |                                              |
| 04 |           | Christine Tisserand |       | DVD    |                                              |
| 05 |           | François Corrieri   |       | DVC    | Conseiller municipal (opposition) de Wissous |
|    |           |                     |       |        |                                              |
| 06 |           | Tracy Romain        |       | DIV    |                                              |
| 07 |           | Mathieu Fleury      |       | DIV    |                                              |

## Résultats
| Tête de liste                                   | Tête de liste            | Liste                                | Voix  | %     | Sièges | +/-           |
| ----------------------------------------------- | ------------------------ | ------------------------------------ | ----- | ----- | ------ | ------------- |
|                                                 | Vincent Delahaye         | Union des démocrates et indépendants | 688   | 27,47 | 2      | en stagnation |
| Libres et indépendants pour l'Essonne           |                          |                                      | 688   | 27,47 | 2      | en stagnation |
|                                                 | David Ros                | Union de la gauche (PS - PCF - G.s)  | 596   | 23,79 | 1      | 1             |
| L'Essonne qui agit !                            |                          |                                      | 596   | 23,79 | 1      | 1             |
|                                                 | Laure Darcos             | Les Républicains                     | 462   | 18,44 | 1      | en stagnation |
| Vous rendre le pouvoir d’agir                   |                          |                                      | 462   | 18,44 | 1      | en stagnation |
|                                                 | Jean-Raymond Hugonet     | Divers droite (LR)                   | 302   | 12,06 | 1      | en stagnation |
| Aimons l’Essonne                                |                          |                                      | 302   | 12,06 | 1      | en stagnation |
|                                                 | Daphné Ract-Madoux       | Ensemble (MoDem - RE)                | 234   | 9,34  | 0      | 1             |
| Le nouveau souffle pour l’Essonne               |                          |                                      | 234   | 9,34  | 0      | 1             |
|                                                 | Mathieu Hillaire         | La France insoumise                  | 114   | 4,55  | 0      | en stagnation |
| Essonne Union Populaire écologique et sociale   |                          |                                      | 114   | 4,55  | 0      | en stagnation |
|                                                 | Stefan Milosevic         | Rassemblement national               | 97    | 3,87  | 0      | en stagnation |
| Au service des communes pour défendre l'Essonne |                          |                                      | 97    | 3,87  | 0      | en stagnation |
|                                                 | Olivier Vagneux          | Divers droite                        | 12    | 0,48  | 0      | en stagnation |
| Renforçons les droits des élus d’opposition     |                          |                                      | 12    | 0,48  | 0      | en stagnation |
|                                                 |                          |                                      |       |       |        |               |
| Suffrages exprimés                              | Suffrages exprimés       | Suffrages exprimés                   | 2 505 | 98    |        |               |
| Votes nuls                                      | Votes nuls               | Votes nuls                           | 22    | 0,86  |        |               |
| Votes blancs                                    | Votes blancs             | Votes blancs                         | 29    | 1,13  |        |               |
| Total                                           | Total                    | Total                                | 2 556 | 100   | 5      | en stagnation |
| Abstention                                      | Abstention               | Abstention                           | 67    | 2,55  |        |               |
| Inscrits / participation                        | Inscrits / participation | Inscrits / participation             | 2 623 | 97,45 |        |               |

Les recours contre les résultats de ces élections ont été rejetés par le Conseil constitutionnel le 21 mars 2024,

## Sénateurs élus
| Place suivant les resultats | Sénateurs élus       | Nuance | Liste                                   | Groupe Parlementaire |
| --------------------------- | -------------------- | ------ | --------------------------------------- | -------------------- |
| 1                           | Vincent Delahaye     | UDI    | "Libres et indépendants pour l'Essonne" | Union Centriste      |
| 2                           | David Ros            | PS     | "L'Essonne qui agit"                    | Groupe Socialiste    |
| 3                           | Laure Darcos         | LR     | "Vous rendre le pouvoir d'agir"         | LIRT                 |
| 4                           | Jocelyne Guidez      | UDI    | "Libres et indépendants pour l'Essonne" | Union Centriste      |
| 5                           | Jean Raymond Hugonet | DVD    | "Aimons l'Essonne                       | apparenté groupe LR  |